# Нагаево (Мордовия)
Нага́ево — село в Кадошкинском районе Мордовии в составе Пушкинского сельского поселения.

## География
Расположено на р. Сивини, в 13 км от районного центра и железнодорожной станции Кадошкино.

## История
Название-антропоним: владельцами этого населённого пункта были служилые татары Нагаевы, о чём сообщается в «Атемарской десятне 1679—1680 года». В «Списке населённых мест Пензенской губернии» (1869) Нагаево — деревня владельческая из 96 дворов (785 чел.) Инсарского уезда. В 1913 году в Нагаеве было 193 двора (1153 чел.); имелись церковь, церковно-приходская школа, винокуренный завод, хлебозапасный магазин, 2 пожарные машины, 5 ветряных мельниц, 4 маслобойки, 7 кузниц, 3 лавки. В 1930-е гг. был образован колхоз «Родина», с 1996 г. — СХПК «Нагаевский». В современном селе — основная школа, библиотека, Дом культуры, отделение связи, АТС, врачебная амбулатория с аптекой.

## Население
| 2002 | 2010 |
| ---- | ---- |
| 260  | ↘191 |

Национальный состав
Согласно результатам переписи 2002 года, в национальной структуре населения русские составляли 91 %